# Bisaltes bilineellus
Bisaltes bilineellus là một loài bọ cánh cứng trong họ Cerambycidae.